# Англійська література
Англі́йська літерату́ра — сукупність художніх літературних творів, написаних англійською мовою включно з творчістю письменників, які не обов'язково були англійцями: Джозеф Конрад був поляком, Роберт Бернс — шотландцем, Джеймс Джойс — ірландцем, Дайлен Томас — валлійцем, Едгар Аллан По — американцем, Салман Рушді — індійцем, Відьядхар Сураджпрасад Найпол — тринідадцем, Володимир Набоков — росіянином. Іншими словами — англійська література настільки ж різноманітна, наскільки різні діалекти англійської мови у світі.

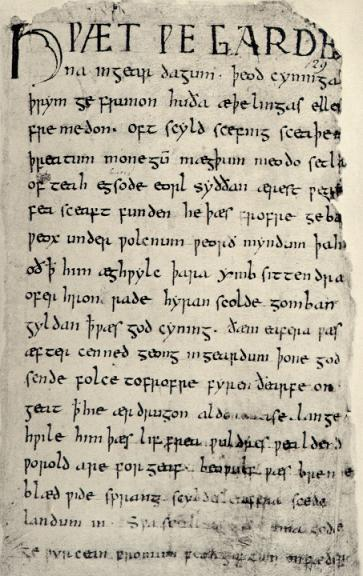
Перша сторінка «Beowulf»

Англійську літературу можна поділити на літератури країн, в яких розмовляють англійською мовою: британську, американську, канадську, австралійську тощо.
Початком англійської літератури вважається епічна поема «Беовульф», написана між 8-11 століттями. Наступними йдуть твори поета Джеффрі Чосера (бл. 1343—1400), серед них значне місце займають «Кентерберійські оповідання». Згодом в епоху Відродження (переважно наприкінці 16 і початку 17 століть) основні театральні та поетичні досягнення були зроблені Вільямом Шекспіром, Беном Джонсоном та Джоном Донном. Інший великий поет 17-го століття — Джон Мільтон (1608—1674), автор епічної поеми «Втрачений рай» (1667). Кінець 17-го і початок 18-го сторіччя пов'язані з сатирою, особливо в поезії Джона Драйдена та Олександра Поупа, а також прозі Джонатана Свіфта. Дещо пізніше побачили світ перші британські романи в роботах Даніеля Дефо, Семюела Річардсона і Генрі Філдінга.
У Вікторіанську епоху (1837—1901 роки) роман став провідним літературним жанром англійської літератури. Провідний письменник-романіст того часу — Чарльз Діккенс. Інші значні письменники: сестри Бронте, Томас Гарді. Ірландські письменники були особливо популярні у 20 столітті. Серед них: Джеймс Джойс, Семюель Беккет — центральні фігури в русі модерн. Американські поети Томас Стернз Еліот і Езра Паунд, письменник Вільям Фолкнер також є представниками модернізму.